# 保岡勝也
保岡 勝也（やすおか かつや 1877年（明治10年）1月22日 - 1942年（昭和17年）8月2日）は日本の建築家。三菱の丸の内赤煉瓦オフィス街の設計を行った他、先駆的な住宅設計で知られる。

## 経歴
東京生まれ。1900年（明治33年）、東京帝国大学工科大学建築学科（現・東京大学工学部建築学科）を卒業、工科大学では学長であった辰野金吾に師事した。

### 丸の内一丁倫敦

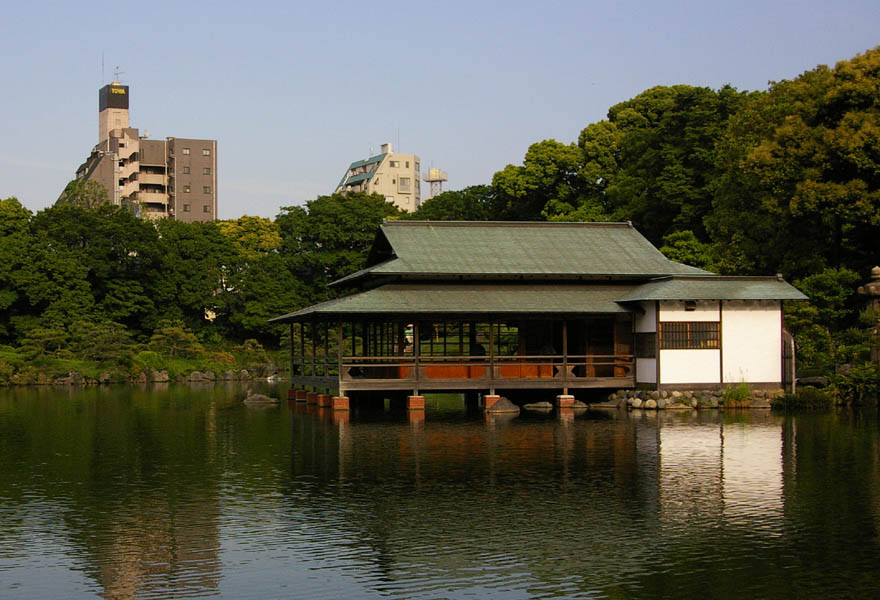
岩崎家深川別邸・池の御茶屋

岩崎久弥が社長を務める三菱合資会社（現・三菱地所）に入社する。三菱は1889年（明治22年）に、明治政府より丸の内の一括払い下げを受けており、「丸ノ内建築所」を設置、ジョサイア・コンドルによって、1894年（明治27年）、「三菱一号館」が竣工した。保岡は、曽禰達蔵の下で丸の内赤煉瓦街の設計に携わるが、3年で三菱を退社し帝国大学の大学院に入学する（研究テーマは劇場的建築）。卒業後、三菱に再入社、その1年後の1906年（明治39年）には定年退社した曽禰達蔵の後任の技師長に29歳の若さで就任した。丸の内「一丁倫敦」の設計の総指揮を取り保岡によってそれは完成された。保岡は「三菱8号館」から「三菱21号館」までの設計を行い、特に「三菱14号館」は日本初の鉄筋コンクリート構造を用いた。
丸の内以外では、佐賀県唐津市に「三菱合資会社長崎支店唐津出張所」（唐津市歴史民俗資料館として現存。佐賀県指定重要文化財）、「三菱銀行大阪支店」（現存せず）などを手がけた。
赤煉瓦や鉄筋コンクリート造のオフィス設計だけでなく、住宅設計に関心が向い、大隈重信邸の西洋館（現存せず）では日本で初めてのシステムキッチンを導入した。1908年（明治41年）から1909年（明治42年）に欧米視察を行い、帰国後は、岩崎家が英国からの国賓をもてなす施設として深川に岩崎弥之助深川別邸池辺茶亭を設計した。清澄庭園内にある「涼亭」がそれで東京都選定歴史的建造物となっている。

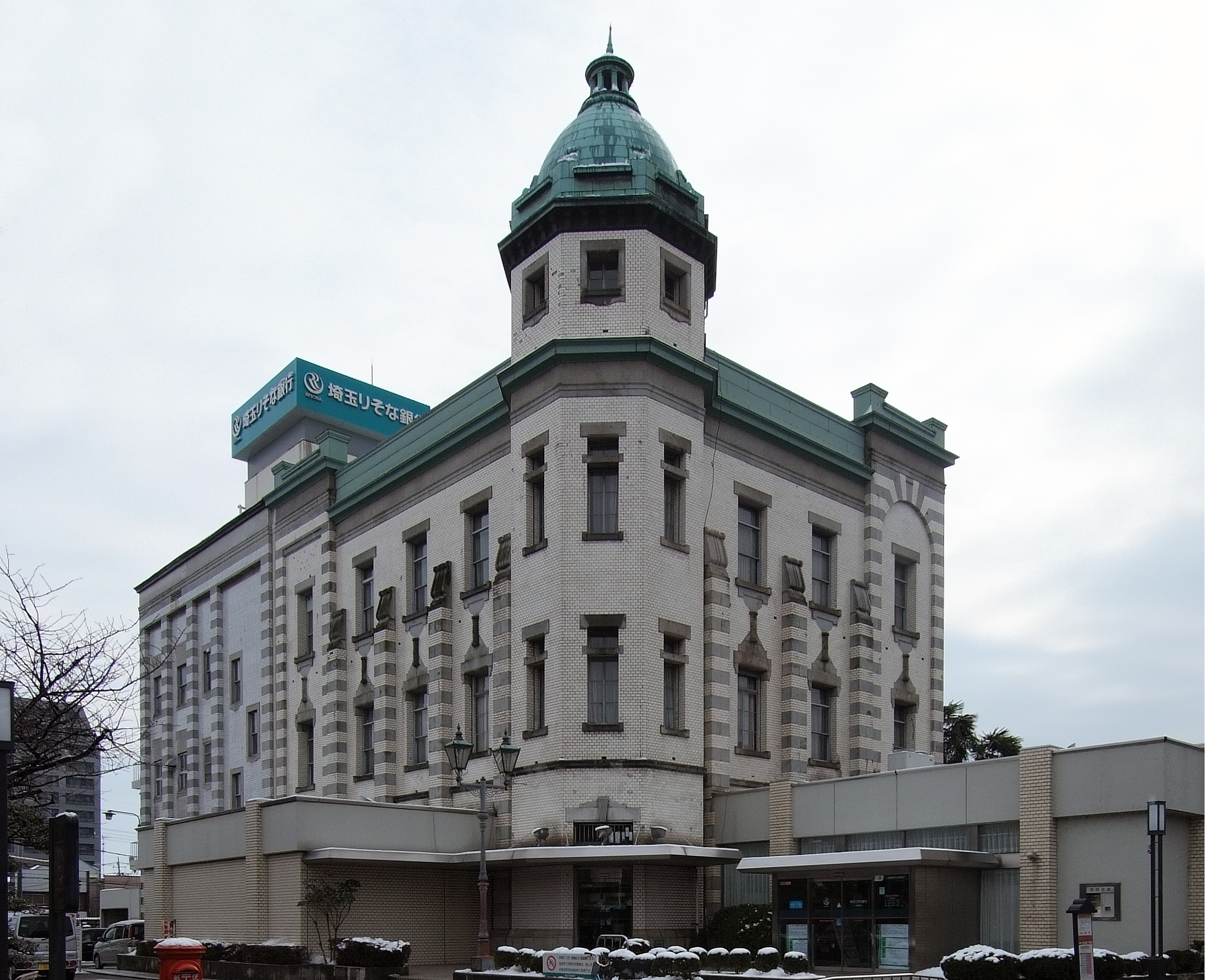
旧 八十五銀行本店

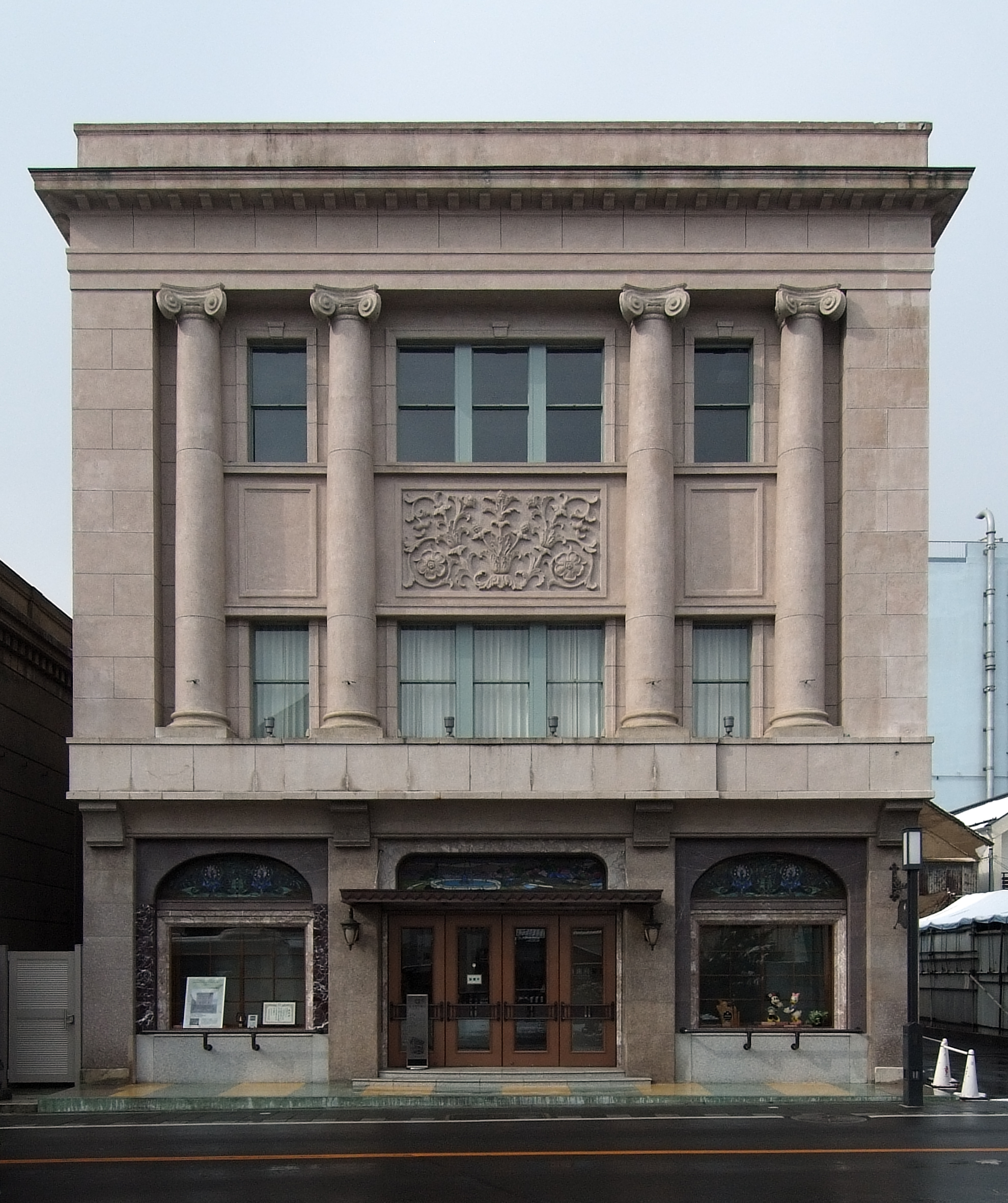
旧 山吉デパート

### 川越4部作
1912年（明治45年）、三菱を退社し、翌年、東京市京橋区銀座に「保岡勝也建築事務所」を設立する。藤井厚二らの先輩として先駆的な住宅設計や、勃興してきた中産階級を対象にした住宅設計の書籍の著述などを意欲的に行った。この時期の代表作とされるのが「川越4部作」と称される埼玉県川越市の一連の建築で、1つを除いて現存していることから極めて価値がある。
保岡は川越の豪商・山崎嘉七（5代目）の知遇を得て、まず1915年（大正4年）に「川越貯蓄銀行本店」を設計（昭和30年代に取り壊され現存せず）。1918年（大正7年）には保岡の代表作となる「第八十五銀行本店」を設計した（埼玉県における国の登録有形文化財登録第1号となり、りそなコエドテラスとして現存）。1926年（大正15年）には、数寄屋造りの和室が融合されたホール形式の洋館「山崎家別邸」を設計した（川越市の所有として現存。庭園は「旧山崎氏別邸庭園」として埼玉県内で初の国の登録記念物（名勝地関係）に登録）。保岡は晩年は茶室建築の研究に没頭した。1936年（昭和11年）、埼玉県最初のデパートである「山吉デパート」を設計した（保刈歯科醫院として現存）。これが4部作の最後で保岡の遺作ともなった。
独立後の作品として他には、「三菱合資会社若松支店」（「上野海運ビル」として現存。福岡県北九州市若松区。1913年）や「長崎次郎書店」（熊本県熊本市。1924年。国の登録有形文化財）、中央公論社創設者の「麻田駒之助邸」（「平野家住宅」として現存。東京都文京区西片。1921年。国の登録有形文化財）など数件現存する。

## 作品
| 名称                                                        | 現況                             | 年                 | 所在地         | 状態                                                                                                   | 備考                                               |
| ----------------------------------------------------------- | -------------------------------- | ------------------ | -------------- | --- | -------------------------------------------------- |
| 三菱合資会社長崎支店唐津出張所 （三菱合資会社唐津支店本館） | 唐津市歴史民俗資料館             | 1908年（明治41年） | 佐賀県唐津市   | | 三菱合資会社 顧問は曽禰達蔵                        |
| 岩崎弥之助深川別邸池辺茶亭                                  | 清澄庭園涼亭                     | 1909年（明治42年） | 東京都江東区   | | 三菱合資会社                                       |
| 三菱銀行大阪支店                                            |                                  | 1911年（明治44年） | 大阪市         | 現存せず                                                                                               | 三菱合資会社                                       |
| 三菱合資会社若松支店                                        | 上野海運ビル                     | 1913年（大正2年）  | 福岡県北九州市 | 登録有形文化財                                                                                         | 三菱合資会社                                       |
| 木内重四郎別邸                                              | 市川市文化振興財団木内ギャラリー | 1914年（大正3年）  | 千葉県市川市   | 和洋館並列の建物だったがマンション建設のため入口の洋館部分のみ敷地隅に移築復元。市の施設として一般公開 |                                                    |
| 川越貯蓄銀行本店                                            |                                  | 1915年（大正4年）  | 埼玉県川越市   | 現存せず                                                                                               |                                                    |
| 第八十五銀行本店                                            | りそなコエドテラス               | 1918年（大正7年）  | 埼玉県川越市   | 登録有形文化財。2020年まで埼玉りそな銀行川越支店として使用。                                           |                                                    |
| 麻田駒之助住宅                                              | 平野家住宅                       | 1921年（大正10年） | 東京都文京区   | 登録有形文化財                                                                                         |                                                    |
| 長崎次郎書店                                                |                                  | 1924年（大正13年） | 熊本市中央区   | 登録有形文化財                                                                                         |                                                    |
| 山崎家別邸                                                  |                                  | 1925年（大正14年） | 埼玉県川越市   | 重要文化財 。和洋館と茶室。母屋2階以外公開。庭園は国登録記念物                                         | 川越の老舗菓子屋「亀屋」の五代目山崎嘉七の元隠居所 |
| 第八十五銀行松山支店倉庫                                    |                                  | 1931年（昭和6年）  | 埼玉県東松山市 | |                                                    |
| 吉田家住宅                                                  |                                  | 1932年（昭和7年）  | 群馬県高崎市   | |                                                    |
| 山吉デパート                                                | 保刈歯科醫院                     | 1936年（昭和11年） | 埼玉県川越市   | 登録有形文化財。丸広百貨店が現在の川越本店を建てる前に川越店として使用。                               |                                                    |